# International Biocontrol Manufacturers Association
Die International Biocontrol Manufacturers’ Association (IBMA) ist der weltweite Zusammenschluss der Biopflanzenschutz-Industrie mit Sitz in Brüssel.

## Geschichte
Im Jahr 1995 wurde die IBMA in Brighton (England) gegründet, deren Gründungspräsident Bernard Blum 19 Jahre amtierte. Zu seinen Ehren wird seit 2015 der Bernard Blum Award ausgelobt. Die nachfolgenden Präsidenten waren: Michel Guillon, Denise Munday, Owen Jones und Willem Ravensberg.
Der Verein versteht sich als Plattform der Hersteller von Biopflanzenschutz Produkten gegenüber der Europäischen Union, der OECD und der FAO.
Im Rahmen von Workshops werden die Erfahrungen der Mitglieder ausgetauscht, insbesondere beim jährlichen  ABIM Kongress in Basel. Im Gegensatz zur chemischen Pflanzenschutzindustrie (Industrieverband Agrar) verwenden die IBMA Mitglieder Bioeffektoren, also Pflanzensäfte und Bodenorganismen als Basis für ihre Produkte. Dadurch sollen Produkte gegen Pflanzenkrankheiten und Schädlinge geschaffen werden die auch bei der Bioproduktion von Nahrungsmitteln eingesetzt werden können.
Wenngleich die vertriebenen Produkte allgemeine Pflanzenvitalisierung erzeugen, so ist das Ziel der Gruppe doch spezielle Krankheiten und Schädlinge in der Pflanzen- und Nahrungsmittelproduktion mit biologischen Systemen zu bekämpfen.
In der Politik Europas nimmt die Förderung der biologischen Pflanzenproduktion stark zu. Die Organisation versucht mit ihren Produkten dazu einen Beitrag zu leisten.

## Ehrenmitglieder
Bernard Blum, Michel Guillon, Louis Damoiseau, Robin Sheppard, Ulf Heilig und Sara Chatham.